# Jesús de la Rosa Luque

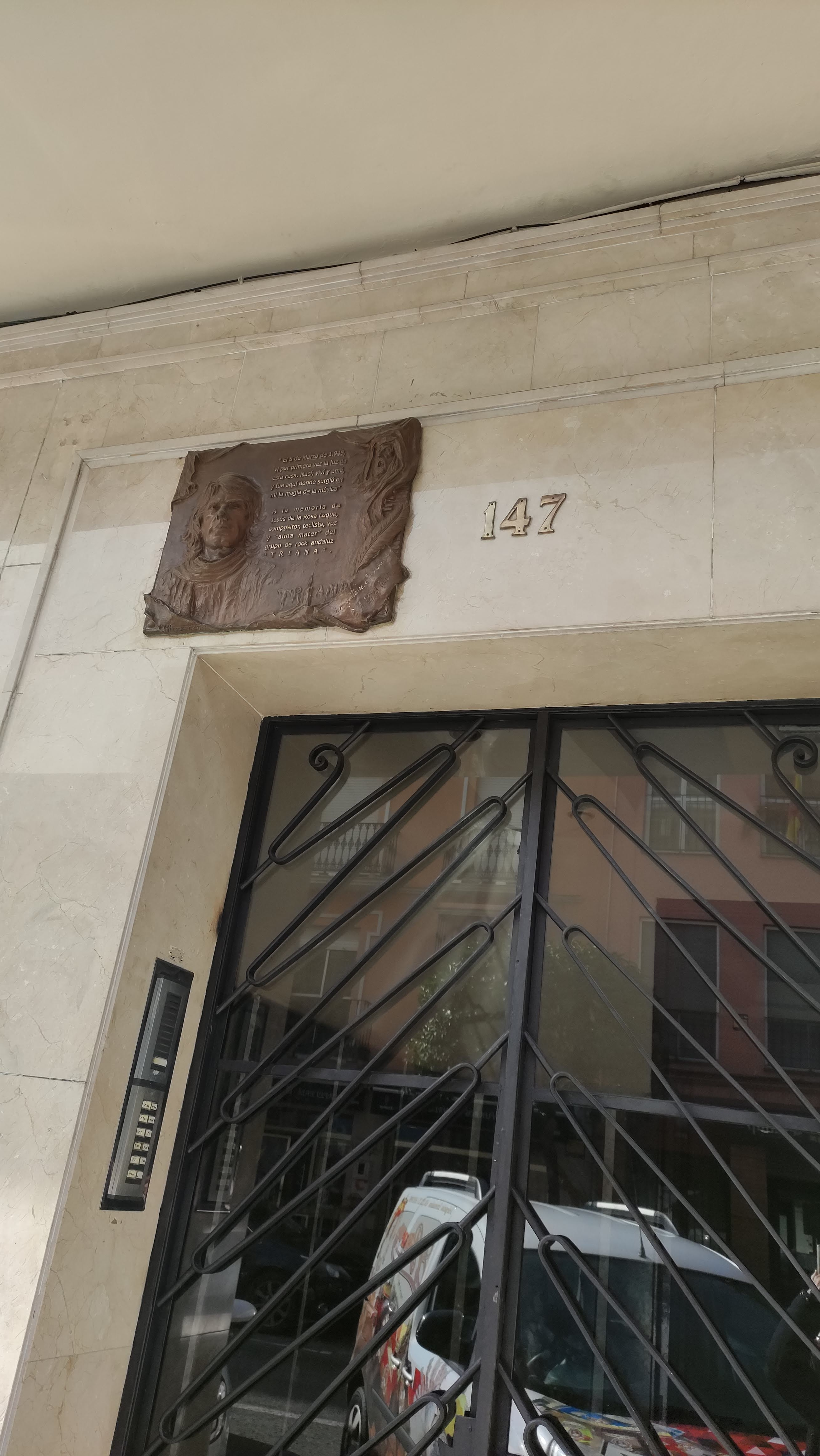
Placa en record de Jesús de la Rosa a la casa on va néixer i viure, al c. Feria, 147 de Sevilla

Jesús de la Rosa Luque (Sevilla, 5 de març de 1948 - Burgos, 14 d'octubre de 1983) va ser un músic, cantant i compositor espanyol, reconegut per haver estat el teclista, vocalista i compositor principal del grup de rock andalús Triana.

## Els seus començaments
Els seus primers passos com a músic van ser com a fundador en la seva terra natal d'un grup sense molta importància anomenat Los Nuevos Tiempos, en plena dècada dels anys 60, que feia un rock anglosaxó amb lletres en anglès. Van arribar a gravar tres composicions, i només una en espanyol que va ser el senzill «Cansado me encontré». A Madrid coneix a diversos músics. Intenta entrar en Los Bravos. Va ser rebutjat pel seu inevitable accent andalús.
El 1972 és acceptat com a teclista substitut en el grup de moda en aquells dies, Flor y Nata, recorrent-se gran part de la geografia espanyola i tocant en grans fires èxits d'altres grups reconeguts, encara que al cap d'un temps l'acomiaden i torna a Sevilla.

## L'embrió de Triana
Més important és la formació Tabaca, autèntic precedent de Triana. Tabaca estava constituïda per Carlos Attias, baixista de Miguel Ríos, Emilio Souto, cantant dels Solitarios i Eduardo Rodríguez provinent del grup Los Payos. Graven el seu primer senzill amb CBS a Londres. Enmig de la promoció del seu primer disc, Attias abandona el projecte. En aquest moment s'incorpora com a baixista Jesús de la Rosa, que està per Madrid fent unes gales amb el que queda del grup Los Bravos. Allà coneix el 1973 al guitarrista de la posterior banda, Eduardo Rodríguez Rodway. Tabaca es va anar diluint a poc a poc atès que no hi havia una orientació clara i això va provocar el seu ràpid final un any després.
En els últims temps abans de la seva desaparició, el grup era un trio format per de la Rosa, Rodríguez i Emilio Souto. En ell cantaven els tres, a l'estil de Crosby, Stills, Nash & Young. Va ser una producció de Johnny Galvão, guitarrista portuguès que va acompanyar a Miguel Ríos en els Concerts de Rock i Amor, però el seu segell, CBS, els demanava una producció de temes vendibles com a cançó de l'estiu.
Això marca la seva definitiva divisió: Emilio Souto, una miqueta polititzat, s'incorpora al projecte de Moncho Alpuente de Des de Santurce a Bilbao Blues Band. Rodríguez i De la Rosa funden Triana amb Juan José Palacios "Tele" i en primera instància, en Manuel Molina (futur component del grup Lole i Manuel).
Sembla que tant d'art no va quallar, i van passar a ser simplement Jesús, Eduardo i Tele. En aquests inicis, Jesús de la Rosa té compostes una sèrie de cançons sense un estil definit. L'únic punt en comú és la seva veu, treballada a l'olor de Gary Brooker de Procol Harum i Steve Winwood de Traffic. A partir de la unió dels tres amb Teddy Baptista i Gonzalo García Pelayo, s'inicia el so que els defineix com a rock andalús. Les portades dels discos de Màxim Moreno, el baix de Manolo Rosa i les guitarres d'Antonio García de Diego, fan la resta.

## Èxit i popularitat.
La formació naixent s'erigeix en una gran banda que, sense voler-ho, es converteix relativament aviat en tot un mite a Espanya. El 1980, després de tres grans àlbums -El patio, Hijos del agobio y Sombra y luz-, el grup cau en una crisi produïda per l'èxit i la fama, entrant en una fase diferent, intimista i simple, endinsant-se en el pop.
Triana és considerada la més gran i important de les bandes del rock andalús.

## Mort i llegat
Després dels tres següents i últims discos, la banda té la seva fi amb el tràgic accident de trànsit del seu vocalista, Jesús de la Rosa. El 13 d'octubre de 1983 a les 6 de la tarda, el Citroën BX-16 TRS amb matrícula M-4643-FJ que conduïa va col·lidir frontalment contra una furgoneta provinent de Santander. Això ocorria a l'altura de la localitat burgalesa de Villariezo, quan tornava de Sant Sebastià de fer un concert benèfic pels damnificats de les inundacions. El seu acompanyant i amic, Javier Osma, va resultar ferit.
La veu, el compositor i l'ànima de Triana va ser ingressada a l'UVI de la residència sanitària General Yagüe amb caràcter urgent. Encara que va entrar pel seu propi peu, el pes dels teclats que portava en la part de darrere de l'automòbil li havien provocat ferides fatals. Després de diverses intervencions quirúrgiques, va morir en el quiròfan a les 4 de la matinada del 14 d'octubre. Seria enterrat dies més tard en el cementiri de Villaviciosa de Odón.
S'esvaïa el poeta del carrer Feria, però no el seu record i figura, sempre recordada per amics, familiars i seguidors. Aquest tràgic final talla l'existència de Triana, però la converteix en una llegenda per a aquells que es decantin pel seu valor com a formació musical. El 2 de novembre de 2018, amb motiu del 35 aniversari de la seva mort, se li va retre homenatge amb una placa commemorativa a la seva casa natal, en el sevillà carrer Feria, congregant a una multitud de persones arribades des de nombrosos punts del país, amants de la seva música i la seva poesia, defensors del seu llegat. Una jornada en el seu honor, on no va faltar Eduardo Rodríguez Rodway, únic membre viu de la mítica banda, així com el fill de Jesús, Ramiro de la Rosa, i gran part de la seva família, acabant amb un espectacular concert de la banda de rock andalús 'Zaguán' a l'Alameda d'Hèrcules de Sevilla.
Amb el grup Triana:
- - El patio (1975),
  - Hijos del agobio (1977).
  - Sombra y luz (1979).
  - Un encuentro (1980).
  - Un mal sueño (1981).
  - Llegó el día (1983).